# بیلا ناد رادبوزوو
بیلا ناد رادبوزوو (به چکی: Bělá nad Radbuzou) یک منطقهٔ مسکونی در جمهوری چک است که در ناحیه دوماژلیتسه واقع شده‌است. بیلا ناد رادبوزوو ۱٬۸۸۵ نفر جمعیت دارد.